# Mendozasaurus neguyelap
Il mendozasauro (Mendozasaurus neguyelap) è un dinosauro erbivoro appartenente ai sauropodi. Visse nel Cretaceo superiore (Turoniano/Coniaciano, circa 90-85 milioni di anni fa) e i suoi resti fossili sono stati ritrovati in Argentina.

## Descrizione
Questo dinosauro è conosciuto per alcuni resti incompleti, comprendenti numerose vertebre caudali, alcune ossa delle zampe e alcune vertebre cervicali. La ricostruzione effettuata dai paleontologi è quella di un tipico sauropode, con arti colonnari, collo e coda lunghi e un corpo massiccio. Il collo, in particolare, era dotato di vertebre corte e larghe e di costole cervicali spesse e massicce, al contrario di quello di molti sauropodi. Le dimensioni erano notevoli, e di certo superava i 20 metri di lunghezza.

## Classificazione
Mendozasaurus è stato descritto per la prima volta nel 2003, sulla base di resti rinvenuti nella Provincia di Mendoza e comprendenti 22 vertebre caudali e varie ossa delle zampe. Successivamente (2005) la stessa località ha restituito altri resti, che hanno permesso agli studiosi di chiarire le affinità di questo dinosauro. Mendozasaurus è ritenuto un rappresentante piuttosto basale (primitivo) dei titanosauri, un gruppo di sauropodi molto comuni nei continenti meridionali durante il Cretaceo. Sembra che fosse più derivato (evoluto) rispetto a forme come Malawisaurus, ma non quanto i titanosauri di fine Cretaceo come Saltasaurus o Antarctosaurus. Mendozasaurus è stato incluso nel gruppo dei Lognkosauria, comprendente titanosauri di enormi dimensioni (Futalognkosaurus, Puertasaurus, Traukutitan) dotati di un collo eccezionalmente robusto. Un possibile parente, dotato di vertebre cervicali simili, è l'asiatico Isisaurus. 